# Breitspurbahn

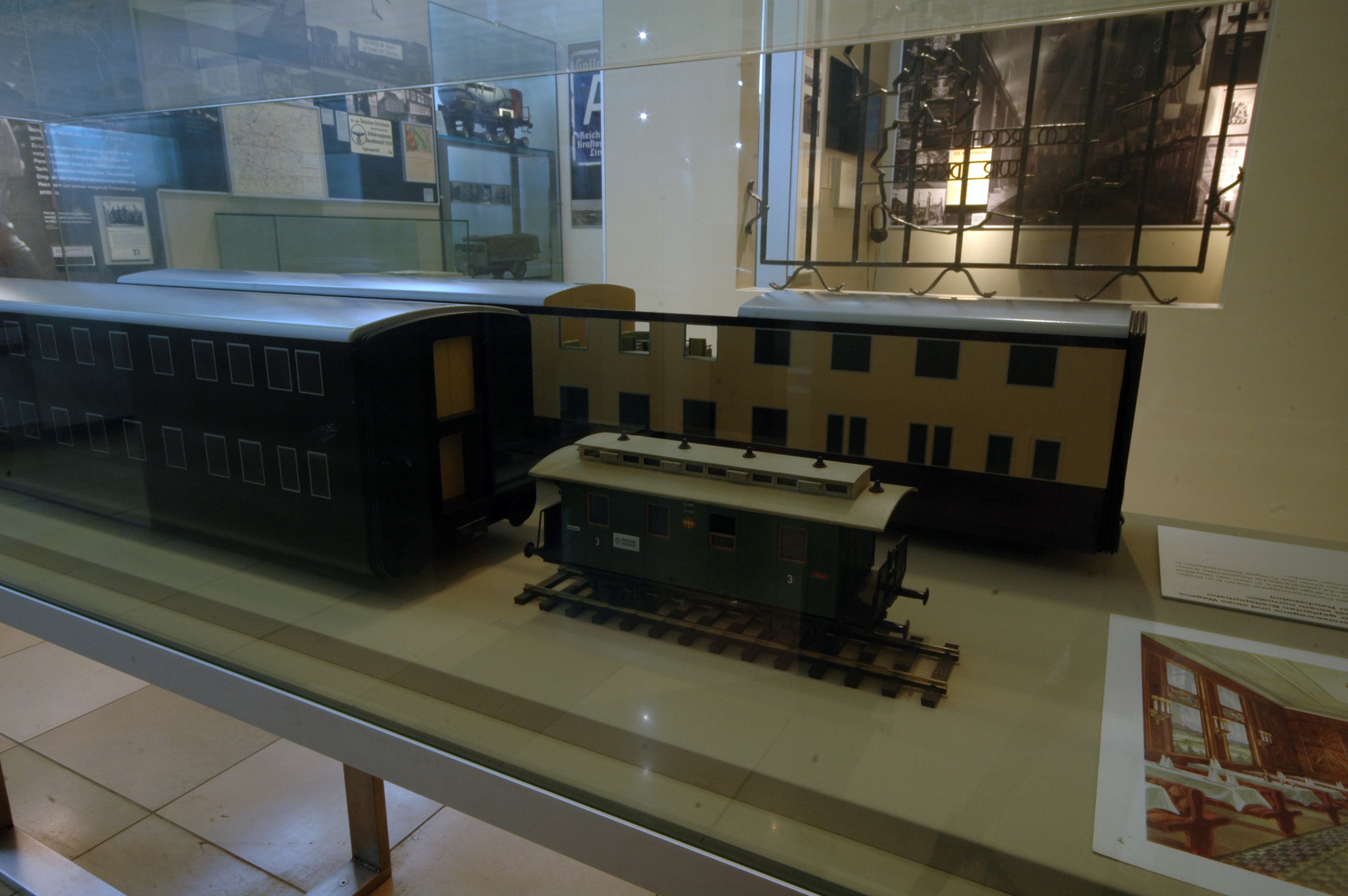
Модели вагонов в музее DB, Нюрнберг.

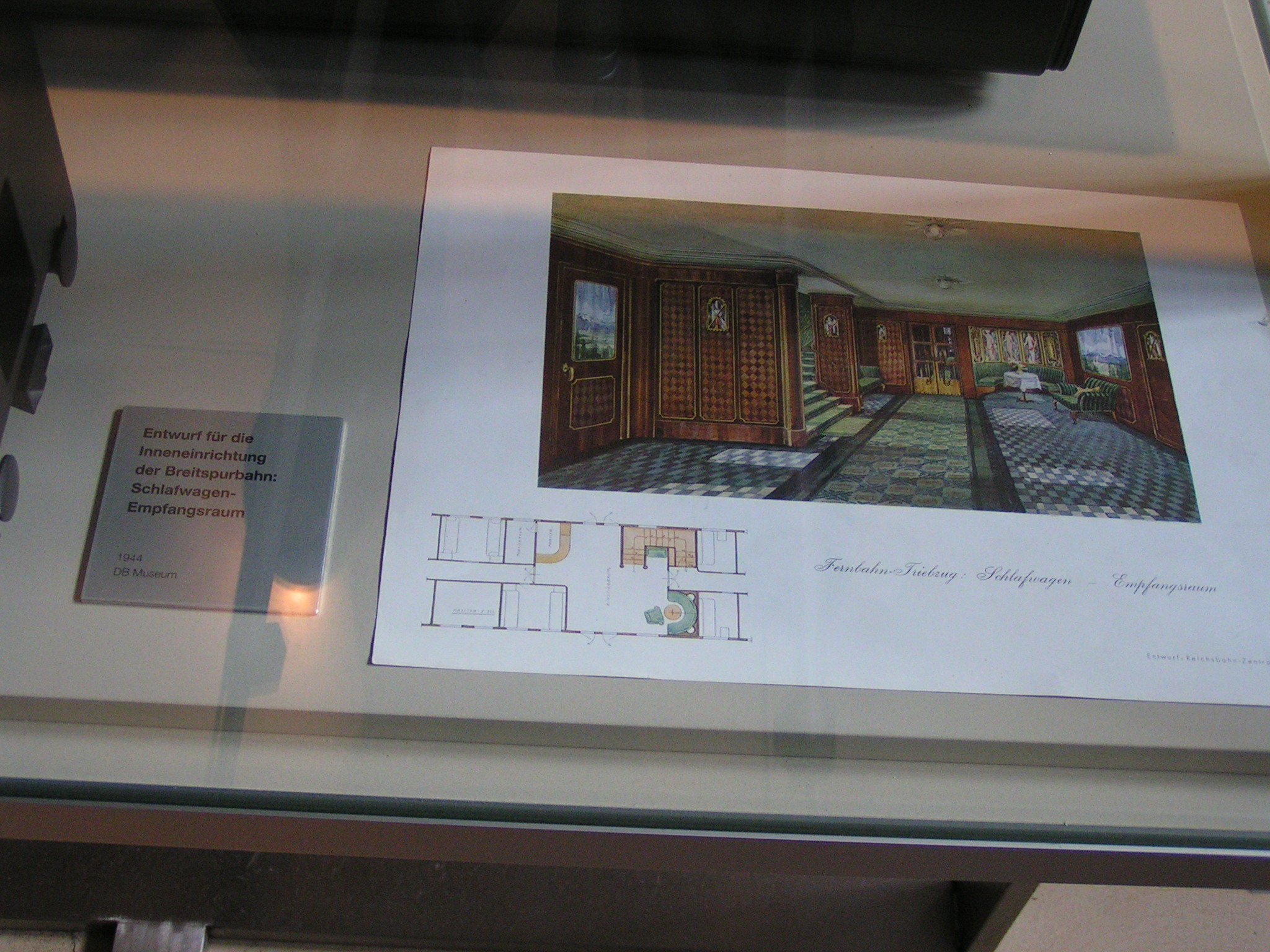

Breitspurbahn (с нем. — «ширококолейная железная дорога») — проект железнодорожной сети со сверхширокой колеёй (3000 мм), подготовленный по личному приказу Адольфа Гитлера. Разрабатывался Deutsche Reichsbahn с мая 1942 года вплоть до последних дней войны в 1945 году.

## История возникновения программы
Последствия Первой мировой войны оказались очень тяжёлыми для экономики Германии и были отягощёны репарационными выплатами. На немецких железных дорогах в 1930-е годы остро ощущался недостаток финансирования. Эксперты DR всячески стремились найти инвестиции, но в это время почти все средства в сфере транспорта направлялись на строительство автобанов.

Гюнтер Винс (1901—1975), руководитель проекта ширококолейных дорог.

Примерно в 1937 году доктор технических наук Гюнтер Винс (нем. Günther Wiens) подготовил проект четырёхпутной железнодорожной магистрали с повышенной нагрузкой на ось и скоростями до 200 км/ч для пассажирских поездов и до 100 км/ч для грузовых поездов.
С сентября 1939 года и особенно с началом в 1941 году войны против СССР для исполнения планов «Жизненного пространства на Востоке» (нем. Lebensraum im Osten) наметилась острая нехватка транспортных средств. Гитлер считал морские и речные суда недостаточно хорошим транспортом, особенно для перевозки массовых грузов. Приоритетным вновь стал железнодорожный транспорт. Стремление Германии доминировать в Европе однозначно привело бы к необходимости многократного увеличения перевозок людей и грузов.
17 октября 1941 г. на приёме в ставке  фюрера рейхсминистр вооружения и боеприпасов Фриц Тодт получил от Гитлера указание построить железнодорожную магистраль высокой провозной способности, со значительно более широкой колеёй. Все доводы экспертов DR о возможных трудностях реализации этого проекта и о несовместимости такой дороги с обычной железнодорожной техникой, что потребовало бы сооружения дополнительной инфраструктуры, отвергались. Также отвергалось предложение Гюнтера Винса о четырёхпутной магистрали.
С самого начала Breitspurbahn считался личной «игрушкой» фюрера.
Предусматривалось использование колеи 3000 мм (первоначально даже 4000 или 4600 мм). Подвижной состав мог быть шириной 8000 мм и высотой 7500 мм. Нагрузка на ось должна была составлять 30—35 тс; скорость пассажирских поездов — 200—250 км/ч. Электрификация должна была осуществляться с помощью третьего рельса. Вес состава должен был достигать 1 тысячи тонн или 10 тысяч тонн (при скорости 100 километров в час).

## Предлагавшиеся маршруты

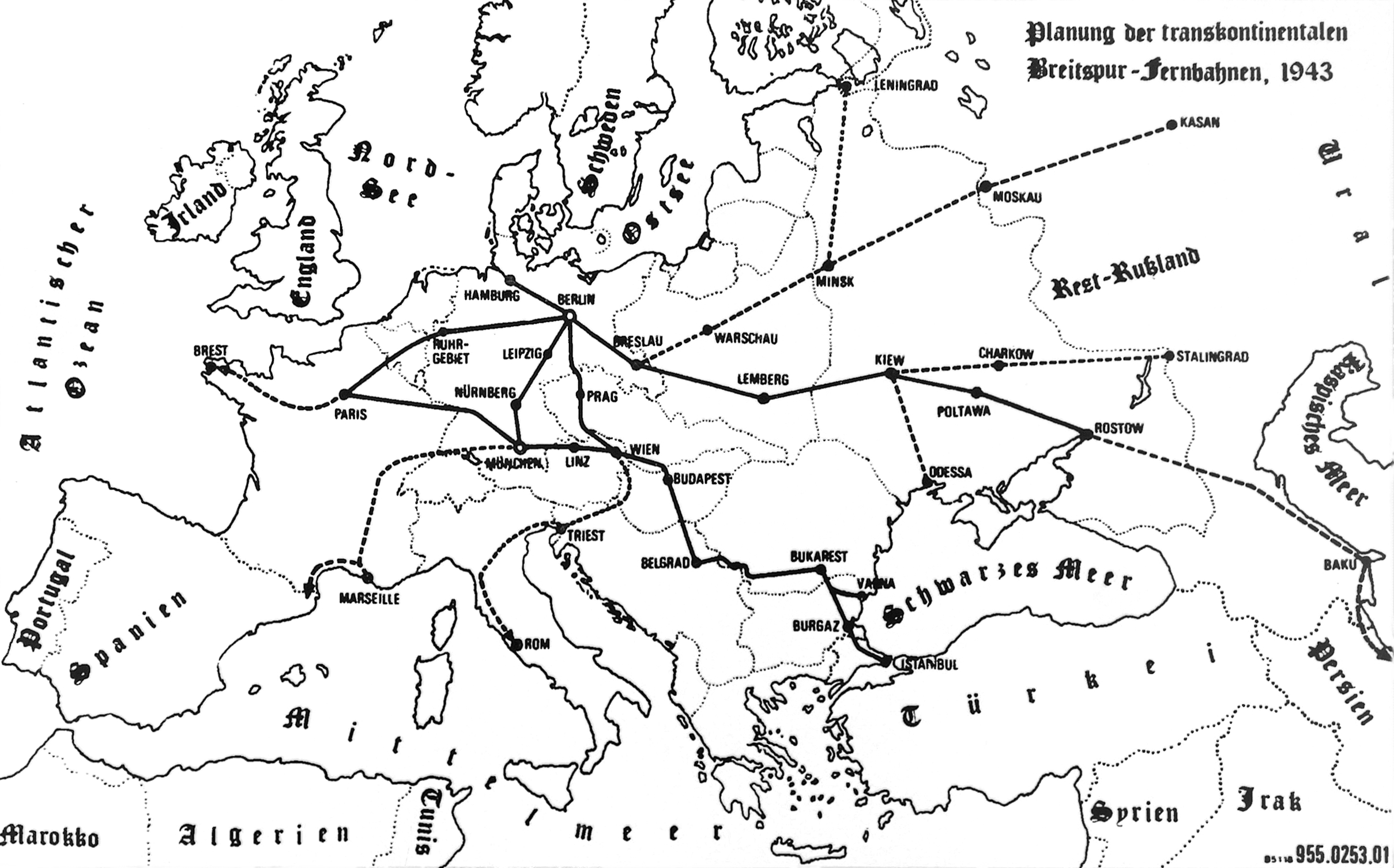
Карта предложенных маршрутов. 1943 год.

- Восток-Запад: Ростов-на-Дону — Донецк — Полтава — Киев — Львов — Краков — Катовице — Вроцлав — Котбус — Столица мира Германия (Берлин) — Ганновер — Билефельд — Рурская область — Ахен — Льеж — Сен-Кантен — Париж
- Восток-Запад 2: Гамбург — Столица мира Германия (Берлин) — Бреслау — Варшава — Минск — Москва — Казань + ветка Минск — Ленинград
- Северо-Юго-Восток: Гамбург — Виттенберге — Столица мира Германия (Берлин) — Лейпциг — Гота — Бамберг — Нюрнберг — Мюнхен — Зимбах-на-Инне — Линц — Вена — Братислава — Будапешт — Белград — Бухарест — Варна/Бургас — Стамбул
- Север-Юг-Параллель: Столица мира Германия (Берлин) — Дрезден — Усти-над-Лабем — Прага — Йиглава — Зноймо — Вена — Триест — Рим
- Восток-Запад 3: Мюнхен — Аугсбург — Штутгарт — Карлсруэ — Мец — Реймс — Париж — Марсель — Испания

## Подвижной состав

Сравнение стандартной и сверхширокой колеи.

К концу 1942 года появился первый экспериментальный участок пути с шириной колеи 3 метра. Проектирование локомотивов для новой дороги было начато в компаниях «Хеншель» (нем. Henschel-Werke) и «Борзиг» (нем. Borsig).
Пассажирские вагоны предполагалось строить двухэтажные, с отделкой красным деревом и медью. В вагонах должны были иметься кинозалы, зимние сады, плюшевая мебель и ковры. Намечался и иной вид вагонов для «восточных рабочих», то есть для вывоза рабов с захваченных территорий. В этих вагонах планировались лишь стоячие места на 480 человек. 
Предусматривалось 18 типов товарных вагонов грузоподъёмностью от 165 до 900 тонн. Открытые платформы предназначались для погрузки контейнеров или даже вагонов обычной колеи. Также планировались платформы для перевозки речных и морских судов водоизмещением до 1 тысячи тонн. Особые вагоны разрабатывались для перевозки зерна.